# Barakah
Barakah (nebo také baraka, barakat či bereket, v překladu "požehnání") je v islámu duchovní moc pramenící u Boha, udílená těmi, kdo jsou Bohu nejblíže. Barakah proudí od Boha přes jemu blízké duchovní na ty, kteří jsou žehnaní a působí kontinuitu a zpřítomňování Božího zjevení. Barakah může být přítomna i ve fyzických předmětech – v západní Africe připravují islámští marabuti ochranné gris-gris, které obsahuje právě duchovní sílu barakah. Zvláštní koncentrace moci barakah může být podle přesvědčení věřících i v některých místech nebo duchovně silných lidech. Pramení vždy u Boha, který ji udílí vyvoleným, těm, kteří jsou hodni síly barakah a tito potom mohou dál žehnat a sílu předávat. Jediným původním zdrojem baraky je podle islámské nauky Bůh.
S duchovní silou barakah pracují zejména súfijské směry islámu. Súfismus klade důraz na mystické spojení s Bohem právě skrze žehnající moc síly barakah. Barakah tedy není stav, je to proud žehnání a milost Boží. V některých regionech Afriky muslimové věří, že mystik, který je silně požehnán barakou, dokáže rozpoznávat příčiny nemocí, léčit, prorokovat nebo číst myšlenky lidí. Podle religionisty Ondřeje Havelky uděluje sílu barakah Bůh tomu, koho si vyvolí, nikoli za zásluhy. Je to Boží milost, kterou podle západoafrických mystiků nelze vyzískat za skutky. Bůh ji uděluje podle své vůle. Na druhé straně ale tím, že muslim žije podle islámských pravidel, se otevírá možnosti získat baraku. Nemůže si ji vysloužit skutky, ale odstraňuje překážky mezi sebou a Bohem a otevírá se možnosti Božího žehnání silou barakah.